# Стоян Тъпчилещов
Вижте пояснителната страница за други личности с името Тъпчилещов.
Стоян Христов Тъпчилещов е български търговец.

## Биография
Роден е през 1850 г. в Калофер. Син е на търговеца и общественик Христо Тъпчилещов и е брат на политика и общественик Петко Тъпчилещов. Учи в търговското училище на остров Халки и в Търговския лицей в Марсилия. Умира през 1896 г. в Цариград.